# Andrij Zaporožan
Andrij Jurijovyč Zaporožan (in ucraino Андрій Юрійович Запорожан?; Ovidiopol', 21 marzo 1983) è un allenatore di calcio ed ex calciatore ucraino, di ruolo centrocampista.

## Carriera
Ha giocato nella prima divisione ucraina.

## Palmarès

### Club

#### Competizioni nazionali
- Perša Liha: 2

Oleksandria: 2010-2011, 2014-2015